# Philip Whalen
Philip Whalen (Portland, 23 oktober 1923 – San Francisco, 26 juni 2002) was een Amerikaans dichter en was een van de dichters die optraden in de Six Gallery in 1955.

## Loopbaan
Hoewel hij geen dichtersbestaan ambieerde werd Whalen daarmee een van de stuwende krachten achter de San Francisco Poetry Renaissance van de jaren 50. Zijn poëzie verscheen in de Evergreen Review en andere kleine tijdschriften. In 1960 werden gedichten van hem gepubliceerd in Donald Allen's New American Poetry.
Zijn werk wordt gekarakteriseerd als nuchter met een duidelijke verbondenheid met het alledaagse. Politiek is dan ook geen belangrijk thema in zijn werk. Meer schetste Whalen een beeld van een mens die zichzelf niet zo serieus neemt in een turbulente tijd, maar wel eerlijk is en met beide benen op de grond staat.
Na enkele bezoeken aan Japan werd Whalen Boeddhist en werd hij Zen-monnik in 1973. Hij werd abt van het Hartford Street Zen Center in San Francisco, waar hij ook stierf.
Whalen schreef talloze werken. Hij publiceerde de dichtbundels Like I Say en Memoirs of an Interglacial Age. Daarnaast schreef hij twee romans: You Didn't Even Try en Imaginary Speeches for a Brazen Head. Van latere datum zijn  The Kindness of Strangers, Severance Pay, Scenes of Life at the Capital, Canoeing Up Cabarga Creek, Overtime en Goofbook.
- Biblioteca Nacional de España: XX5556061
- Bibliothèque nationale de France: cb12685702z (data)
- CiNii: DA03516269
- Gemeinsame Normdatei: 122908503
- International Standard Name Identifier: 0000 0000 8383 4748
- Library of Congress Control Number: n50014986
- MusicBrainz: 6749fd82-5de8-4664-a78b-9c56cd5c9024
- Nationale Bibliotheek van Tsjechië: jo2002111381
- Nationale Bibliotheek van Israël: 987007445899505171
- Nationale en Universitaire bibliotheek Zagreb: 000339887
- SNAC: w65c297s
- Système universitaire de documentation: 063807823
- Virtual International Authority File: 54270610
- WorldCat: E39PBJrCg6jHB6QjqkTgyYdvpP